# Anthon Cassman
Anthon Cassman (29 giugno 1993) è un ex sciatore alpino svedese.

## Biografia
Specialista delle prove tecniche originario di Östersund, fratello di Ludwig, a sua volta sciatore alpino, e attivo dal novembre del 2008, Anthon Cassman ha esordito in Coppa Europa il 30 novembre 2013 a Trysil in slalom gigante e in Coppa del Mondo il 25 ottobre 2015 a Sölden nella medesima specialità, in entrambi i casi senza completare la prova; ha ottenuto il miglior piazzamento in Coppa Europa il 17 febbraio 2017 a Oberjoch in slalom gigante (18º), ha preso per l'ultima volta il via in Coppa del Mondo il 12 dicembre dello stesso anno a Levi in slalom speciale, senza qualificarsi per la seconda manche (non ha portato a termine nessuna delle tre gare nel massimo circuito nelle quali ha preso il via) e in Coppa Europa il 27 febbraio 2018 a Sankt Moritz in slalom gigante, senza completare la prova. Si è ritirato nel gennaio del 2022; non ha preso parte a rassegne olimpiche o iridate.

## Palmarès

### Coppa Europa
- Miglior piazzamento in classifica generale: 162º nel 2015

### Far East Cup
- Miglior piazzamento in classifica generale: 64º nel 2018
- 1 podio:
  - 1 vittoria

#### Far East Cup - vittorie
| Data         | Località | Paese    | Specialità |
| ------------ | -------- | -------- | ---------- |
| 5 marzo 2018 | Engaru   | Giappone | GS         |

Legenda:

GS = slalom gigante

### Campionati svedesi
- 2 medaglie:
  - 2 argenti (supergigante nel 2015; slalom gigante nel 2017)